# Jean-Michel Amouriaux
Jean-Michel Amouriaux, CJM (Paris, 1965) é presbítero francês da Igreja Católica Romana e atual superior geral da Congregação de Jesus e Maria, cargo para o qual foi eleito em 2017.

## Biografia
Nascido em 1965 em Paris, filiado aos eudistas em 1993, Amouriaux, depois de estudar direito privado, fez sua cooperação no Seminário Patriarcal Latino de Jerusalém e depois obteve sua licença em teologia no Centre Sèvres em Paris.
Professor de teologia espiritual, participou ativamente dos trabalhos de uma equipe internacional responsável pela atualização do pensamento eudista, que defende a evangelização por meio da formação e da vida fraterna em comunidade.
Entre 2001 e 2008, Amouriaux dirigiu o centro espiritual eudista de La Roche-du-Theil. Em 2008, um ano antes de assumir o cargo de diretor, integrou a equipe do Seminário Saint-Yves. Em seguida, participou da revitalização deste último, que contava com 36 seminaristas no início do ano letivo de 2015.
Em maio de 2016, tornou-se o superior provincial da congregação. Em 6 de janeiro de 2017, na 66.ª assembleia geral de sua congregação, no México, foi eleito superior geral, sucedendo ao colombiano Camilo Bernal Hadad.
Amouriaux foi reeleito para um segundo mandato como superior geral na 67.ª assembleia geral dos eudistas, ocorrida entre 4 e 22 de julho de 2022, no Centro Espiritual do Generalato dos Passionistas em Roma, Itália.